# 호반초등학교
호반초등학교는 대한민국 강원특별자치도 춘천시 후평동에 있는 초등학교다.

## 학교 연혁
- 1987.07.02 설립
- 1988.11.16 학교설립허가(19학급)교실 23실 부속실 2동
- 1989.12.30 학교 부지 확보 122,215m²(3,663평)
- 1991.03.02 개교(부안 국민학교에서 학생 466명 17학급 전입)
- 1991.03.04 입학식 3학급(122명)편성
- 1991.04.10 개교(17학급 편성, 664명)
- 1991.04.22 교가,교기,학교마크 제정
- 1991.10.17 강원도 춘천교육청 지정 시범학교 발표회 개최
- 1995.05.03 호반 에술제 개최(춘천시립문화관)
- 1995.10.11 일본 돗도리현교육위원회 본교방문(본교 교장 교류 제의)
- 1995.10.27 제12회 양궁대회 7명 입상
- 1995.10.29 제7회 강원 어린이 솜씨 자랑 5명 입상
- 1995.11.02 강당(1층 교실 3칸 벽제거)설치
- 1995.12.07 급식소 식당 건축
- 1998.11.29 교육부 지정 자율시범 인성학교 운영 1차 발표
- 1999.06.25 교육부지정 인성교육 자율시범학교 합동 보고회
- 1999.08.25 한-일 예체능 교류단 축발(선수 20명)
- 2002.09.05 춘천시 제2지구 협동체제 학교 협의회 개최
- 2002.09.13 학교 도서관 개관
- 2002.12.20 체육대회 우수교 표창 및 교육활동 유공학교 교육창 표창
- 2005.02.15 제14회 졸업식(졸업생 총수 2,638명)
- 2005.02.15 제15회 졸업식 거행
- 2005.03.02 2005학년도 입학식 및 시업식(25학급 편성)
- 2005.09.01 6대 김정숙 교장선생님 부임
- 2005.10.18 강원도 교육청 지정 교수학습센터 시범학교 운영보고
- 2005.12.30 교육활동 우수학교 표창 강원도교육감
- 2005.12.30 체육활동 유공학교 표창 강원도교육감
- 2006.02.15 제15회 졸업식 거행(총 2,778명)
- 2007.02.10 다목적실 준공
- 2007.02.13 제16회 졸업식 거행(총 2,909명)
- 2008.02.14 제17회 졸업식 거행(총 3,064명)
- 2008.06.27 체육활동 우수학교 표창 강원도 교육감
- 2008.09.01 7대 문종태 교장선생님 부임
- 2009.02.13 제18회 졸업식 거행
- 2009.03.02 관광교육시범학교 운영(2009)
- 2010.02.10 제19회 졸업식 거행(총 3,354명)
- 2010.03.01 강원도교육청지정 영어교육 연구학교 운영(2년간)
- 2010.03.02 2010학년도 입학식 및 시업식(22학급 편성)
- 2011.02.11 제20회 졸업식 거행(총 3,500명)
- 2011.03.02 2011학년도 입학식 및 시업식(21학급 편성)
- 2011.09.01 8대 박제홍 교장선생님 부임
- 2012.02.15 제22회 졸업식 거행(127명)
- 2013.03.04 2013학년도 입학식 및 시업식(17학급 편성)
- 2013.09.01 9대 장봉영 교장선생님 부임